# Ammothea gordonae
Ammothea gordonae là một loài nhện biển trong họ Ammotheidae. Loài này thuộc chi Ammothea. Ammothea gordonae được miêu tả khoa học năm 1994 bởi Child.